# نرتلیک (کارولینای شمالی)
نرتلیک (به انگلیسی: Northlakes) شهری در ایالت کارولینای شمالی کشور ایالات متحده آمریکا است که جمعیت آن در سرشماری سال ۲۰۱۰ میلادی، ۱٬۵۳۴ نفر بوده‌است.